# Obsolet (Lied)
Obsolet ist ein Lied der deutschen Singer-Songwriterin Madeline Juno aus dem Jahr 2020. Das Stück ist die erste Singleauskopplung aus ihrem fünften Studioalbum Besser kann ich es nicht erklären sowie Teil der EP Bevor ich dich vergesse.

## Entstehung und Artwork

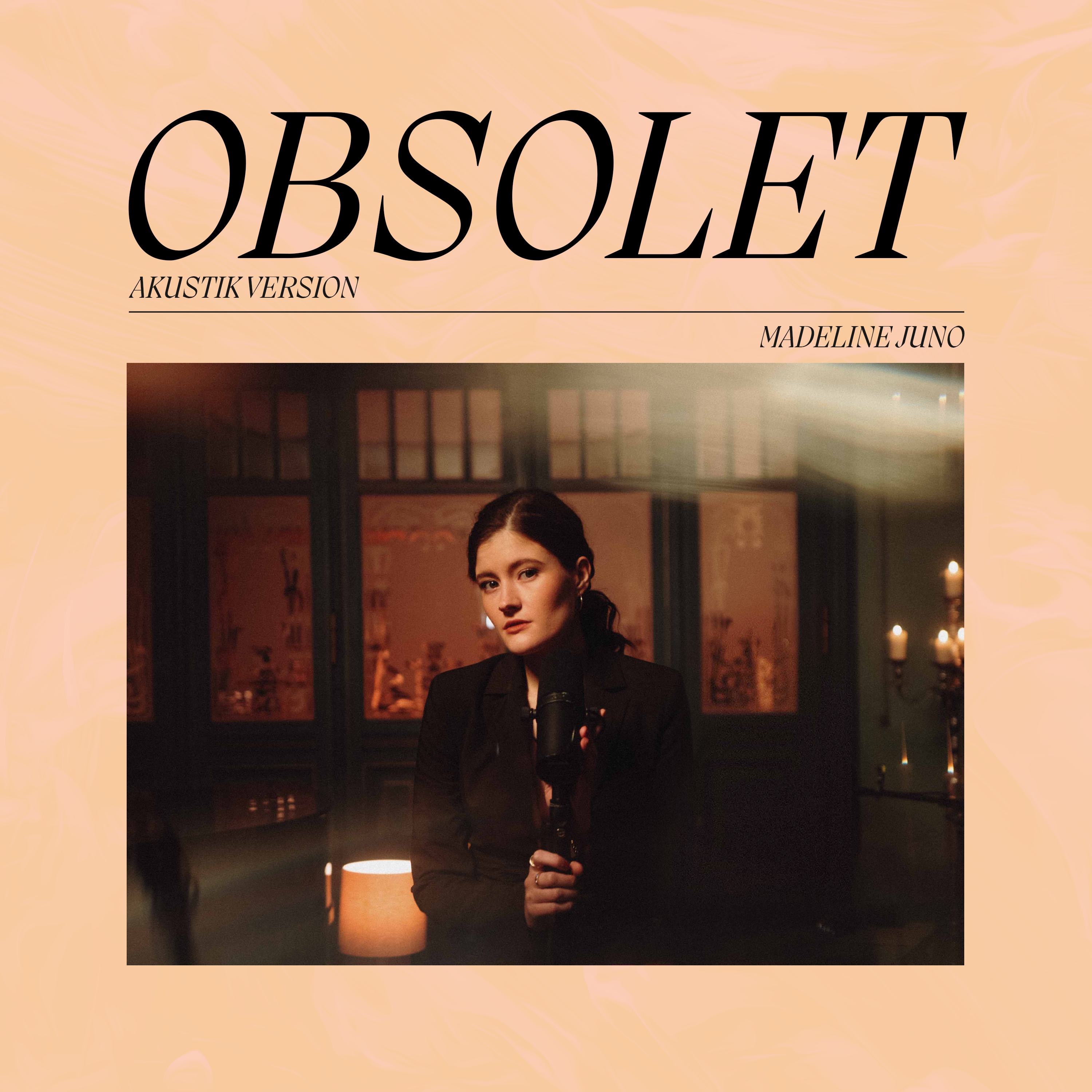
Frontcover zur Akustik-Single

Das Lied wurde von der Interpretin selbst, gemeinsam mit den beiden in Berlin wirkenden Musikern Steven Bashir und Alexander Knolle (Alex Lys), geschrieben. Letzterer zeichnete zudem auch für die Aufnahme, Instrumentierung, Produktion sowie die Programmierung verantwortlich. Für die Instrumentierung spielte Lys die Gitarre und das Keyboard ein. Abgemischt wurde das Lied durch den in Köln wirkenden Toningenieur Yunus Cimen (Kingsize). Das Mastering erfolgte durch GKG Mastering in Freising, unter der Leitung des Studioinhabers Ludwig Maier.
Juno arbeitete bei der Entstehung zu Besser kann ich es nicht erklären erstmals mit allen an der Produktion beteiligten Musikern zusammen. Mit den Koautoren Bashir und Lys führte sie die Arbeit am folgenden Studioalbum Nur zu Besuch (Januar 2024) fort.
Auf dem Frontcover der Single ist – neben dem Liedtitel – Juno zu sehen. Es zeigt sie auf einer Art Wiese sitzend, mit angewinkelten beziehungsweise überschlagenen Beinen, während sie das rechte, stehende Bein, mit ihren Armen umschließt. Die Fotografie stammt vom Berliner Filmemacher und Fotografen Danny Jungslund, der zuvor schon mit Juno arbeitete und unter anderem als Fotograf zur Visualisierung des vorangegenen Studioalbums Was bleibt (September 2019) fungierte.

## Veröffentlichung und Promotion
Die Erstveröffentlichung von Obsolet erfolgte als Single am 21. August 2020 bei Embassy of Music. Diese erschien als digitaler Einzeltrack zum Download und Streaming. Der Vertrieb erfolgte durch Tonpool, verlegt wurde das Lied durch Budde Music, Edition Novemberkind, Sony Music Publishing und Universal Music Publishing. Am 9. April 2021 erschien das Lied als Teil von Junos dritter EP Bevor ich dich vergesse, dessen erste Singleauskopplung es ist. Zum Neujahrstag 2022 erschien eine Akustikversion des Liedes als digitale Einzeltrack-Single zum Download und Streaming. Eingespielt wurde diese mit Joschka Bender an der Gitarre und Alex Lys am Piano, unter der Produktion Benders. Am 14. Januar 2022 erschien Obsolet als Teil von Junos fünften Studioalbum Besser kann ich es nicht erklären (Katalognummer: 770200), dessen erste Singleauskopplung es ebenfalls ist.
Einen ersten Hinweis zur Veröffentlichung von Obsolet gab Juno selbst auf ihrem Instagram-Profil am 16. August 2020, in dem sie die Bedeutung des Wortes erklärte, begleitet mit dem Kommentar: „Gestern hat es noch die Welt bedeutet und heute ist es so obsolet“, einer Zeile aus dem Lied. Zwei Tage später gab sie den 21. August 2020 als Veröffentlichungsdatum bekannt. Nach der Singleveröffentlichung wurde Juno von Spotify zum Cover der „Deutschpop Playlist“ sowie von iTunes zum Cover der „Deutschpop Playlist“ auserwählt. Um das Lied weiter zu bewerben, erfolgte unter anderem am 15. April 2021 ein Liveauftritt in der ZDF-Musikshow Stay Live, bei dem Juno eine Art Minikonzert mit sechs Titeln spielte, darunter auch Obsolet, oder auch im November 2021 in der Musiksendung TV Noir.

## Inhalt
| „Gestern hab’ ich dir die Welt bedeutet. Und jetzt willst du mich nicht mehr seh’n. Wie kannst du etwas, das so viel wert ist, wegwerfen? Mann, ehrlich, das werd’ ich nie versteh’n. Gestern hat es noch die Welt bedeutet. Und heute ist es so obsolet. Und ich komm’ mir so unglaublich dumm vor. Wie ich hier noch immer wartend steh’. Denn wir sind längst obsolet.“ – Refrain, Originalauszug | Der Liedtext zu Obsolet ist in deutscher Sprache verfasst und stammt von der Interpretin selbst sowie Steven Bashir und Alex Lys. Alle Texter komponierten zugleich die Musik in der Tonart a-Moll mit 120 Schläge pro Minute. Musikalisch bewegt sich das Lied im Bereich der Popmusik. Inhaltlich handelt es sich bei Obsolet um ein „autobiografisches Trennungslied“ („Wie kannst du etwas, das so viel wert ist, wegwerfen?“). Juno selbst gab an, dass sie an eine Person geraten sei, in die sie sich „sehr“ verliebt und „viele Jahre“ verbracht habe. Diese liebe jedoch am meisten sich selbst und spreche wahrscheinlich aus dem Grund nicht mit anderen über persönliche Dinge, sondern eher über sich selbst („Dein bester Freund sagt, dass du nie wirklich ein Wort Über mich verlor’n hast“). Absurderweise habe Juno das gewusst, sie habe jedoch immer Gründe gefunden zu sagen: „aber das ist ja weil …“, „ist schon okay weil …“ oder auch „das meint er nicht so weil …“. Sie habe ja gewusst, dass er es anders gemeint hätte. Alle guten Gefühle aus dieser Beziehung seien noch am leben; sie spüre keinen Hass, denn dieser würde sie auch nicht weiterbringen. Die Trennung sei möglicherweise, auf die „schlimmste Art und Weise“, das Beste gewesen, was ihr je passiert sei. Sie selbst hätte diese Beziehung niemals beendet, weil darin so viel „vorgefallen“ sei – und sie habe immer verziehen. Juno wolle mit Obsolet aufzeigen, dass sich hinter dem schlimmsten Schmerz am Ende unfassbar viel gutes und lehrreiches verbergen könne, wenn man zuließe, es als Chance zu sehen und daran zu wachsen, anstatt daran kaputt zu gehen. |

Obsolet bildet den Start einer Trilogie, dessen Geschichte in den Folge-Singles Über Dich (November 2020) und Lass mich los (Februar 2021) weitererzählt wurde. Nach der Veröffentlichung von Besser kann ich es nicht erklären gab Juno an, dass es ihr Lieblingstitel aus dem Album sei.
Aufgebaut ist das Lied aus zwei Strophen, einem Refrain und einem Outro. Es beginnt mit dem Intro, das lediglich aus dem mehrfach sich wiederholenden Summton „Mh, mh-mh-mh“ besteht. Auf diese folgt die erste Strophe, die als Vierzeiler geschrieben wurde. An diese schließt sich zunächst der sechszeilige Prechorus an, ehe der eigentliche Refrain einsetzt. Dieser wurde als Neunzeiler geschrieben und klingt mit dem Postchorus aus, der den Summton des Intros aufschnappt. Der gleiche Aufbau wiederholt sich mit der zweiten Strophe, allerdings verfügt der zweite Prechorus über einen neuen Text. Nach dem zweiten Refrain endet das Lied mit dem Outro, das auch wieder auf das Intro zurückgreift, zudem aber auch mehrfach die Refrainzeile „Denn wir sind längst obsolet“ wiederholt.

## Musikvideos
Vor der Veröffentlichung des regulären Musikvideo erschien zunächst ein Lyrikvideo am 22. August 2020 auf YouTube. Dieses zeigt, wie typischerweise für Lyrikvideos, immer die aktuellen Textzeilen im Vordergrund. Im Hintergrund sind unter anderem, zum Text passende, Grafiken und Karikaturen oder auch Bilder und Videoaufnahmen von Juno zu sehen. Einige Aufnahmen entstanden beispielsweise in der Mainzer Straße in Berlin-Friedrichshain. Das Besondere bei dem Video ist das Intro, in dem Juno eine Sprachnachricht an ihren Partner hinterlässt, die nicht auf dem Album zu finden ist. Dieses lautet: „No, I’m Still Up. Still watching stupid, creepy stuff. I shouldn’t be watching at this time. And I wish you were here. But you … go have a great day over there. And we’re just gonna speak later when I wake up, yeah? I love you lots. Tschüssi.“ (englisch für „Nein, ich bin immer noch wach. Ich schaue immer noch dummes, gruseliges Zeug. Ich sollte sowas nicht zu dieser Zeit schauen. Und ich wünschte du wärst hier. Aber du … hab dort einen schönen Tag. Wir werden einfach später sprechen, wenn ich aufgestanden bin, ja? Ich habe dich sehr lieb. Tschüssi.“) Als Antwort von ihrem Partner bekam Juno folgende Nachricht: „Hey. I also wish I was there with you. But you know what? We’ve got all the time in the world for that, and that’s possibly the most exciting thing ever.“ (englisch für „Hallo. Ich wünschte auch, ich wäre bei dir. Aber weißt du was? Dafür haben wir alle Zeit der Welt und das ist möglicherweise das Aufregendste, was es je gab“). Die Gesamtlänge des Videos beträgt 3:40 Minuten. Regie führte Juno selbst. Bis Mai 2025 zählte das Video über 320 Tausend Aufrufe auf YouTube.
Das reguläre Musikvideo wurde ebenfalls in Berlin gedreht und feierte am 30. August 2020 seine Premiere auf YouTube. Dieses lässt sich in drei Abschnitte unterteilen. Zunächst sieht man Juno in zwei Therapiesitzungen mit ihrem Psychiater (gespielt von Ecki Hoffmann). Gegen Mitte des Videosist Juno auf einer Party zu sehen. Sie begibt sich dabei inmitten anderer Gäste, von denen sie nicht beachtet wird, weil diese bereits untereinander in Gespräche verwickelt sind. Gegen Ende sieht man immer wieder Ausschnitte Junos im Wechsel, die in der Nacht mit ihrem Wagen auf einem Parkplatz stehen bleibt, aussteigt und bis zum Morgengrauen vor dem Wagen sitzt sowie weitere Szenen beim Psychiater. Das Video endet mit ihr, wie sie am Morgen wieder im Wagen sitzt, ihr Handy zu Boden wirft und wegfährt. Die Gesamtlänge des Videos beträgt 3:25 Minuten. Regie führte der Wuppertaler Filmemacher Marvin Ströter, der wie Jungslund, vermehrt in den folgenden Monaten mit Juno zusammen gearbeitet hat. Die Idee zu dem Video stammte von Juno selbst und ihrer Managerin Britta Ostermann.

## Mitwirkende
| Liedproduktion - Steven Bashir: Komposition, Liedtext - Yunus Cimen (Kingsize): Abmischung - Madeline Juno: Gesang, Komposition, Liedtext - Alexander Knolle (Alex Lys): Aufnahme, Gitarre, Keyboard, Komposition, Liedtext, Musikproduktion, Programmierung - Ludwig Maier: Mastering Musikvideo - Steffi Ganschow: Filmproduktion - Ecki Hoffmann: Schauspielende Person - Madeline Juno: Idee - Lina Mörtel: Haare, Schminke - Britta Ostermann: Idee - Marian Sittart: Filmproduktion - Marvin Ströter: Kamera, Regie, Schnitt | Visualisierung (Cover) - Danny Jungslund: Fotografie Unternehmen - Budde Music Publishing: Verlag - Edition Novemberkind: Verlag - Embassy of Music: Musiklabel - GKG Mastering: Tonstudio - Sony Music Publishing: Verlag - Tonpool: Vertrieb - Universal Music Publishing: Verlag |

## Rezensionen
Matthias Reichel von CDStarts bewertete das Album Besser kann ich es nicht erklären mit 6,5 von zehn Punkten und hob Obsolet als einen der „Anspieltipps“ hervor. Juno sperre darauf „rührselige Balladen“ bis auf Jedes Mal und Nur kurz glücklich fast vollständig aus und zeige den Abgründen der Liebe mit treibenden Liedern wie Obsolet, Sommer, Sonne, Depression oder Vermisse gar nichts lieber den Stinkefinger. Dazu bediene sie sich einer lockeren Sprache, die auf blöde Reime verzichte und in einer Erzählform zuhause sei, der man gerne zuhöre. Sehr viel mehr müsse Popmusik auch nicht können.
Ein Rezensent vom Pop-Himmel ist der Ansicht, dass obwohl dem Trennungslied viel Fragilität und Melancholie innewohne, dieser sich dennoch durch Pop-Appeal und Hittauglichkeit auszeichne.
Nina Paul von The Mellow Music kam während ihrer Rezension zu Obsolet zum Entschluss, dass es Lieder gäbe, die keine Erklärung bräuchten; keinen Grund, kein Schmeicheln, keinen Kommentar. Obsolet sei alles, was Juno so überragend mache: „klug komponiert, brillant getextet und abgrundtief offen“. Ein funkelndes Stück Pop, das man wegschließen möchte, weil es so fragil sei und doch der Anker sein könnte. Das Lied sei der Eisberg, der Untergang, die Kapitulation und die Rettung in einem einzigen Lied; und vermutlich eine wahre Geschichte.

## Kommerzieller Erfolg
Die Single verfehlte den Einstieg in die Singlecharts, konnte sich aber auf Rang 54 in den iTunes-Tagesauswertungen platzieren.